# Bătrânul înțelept

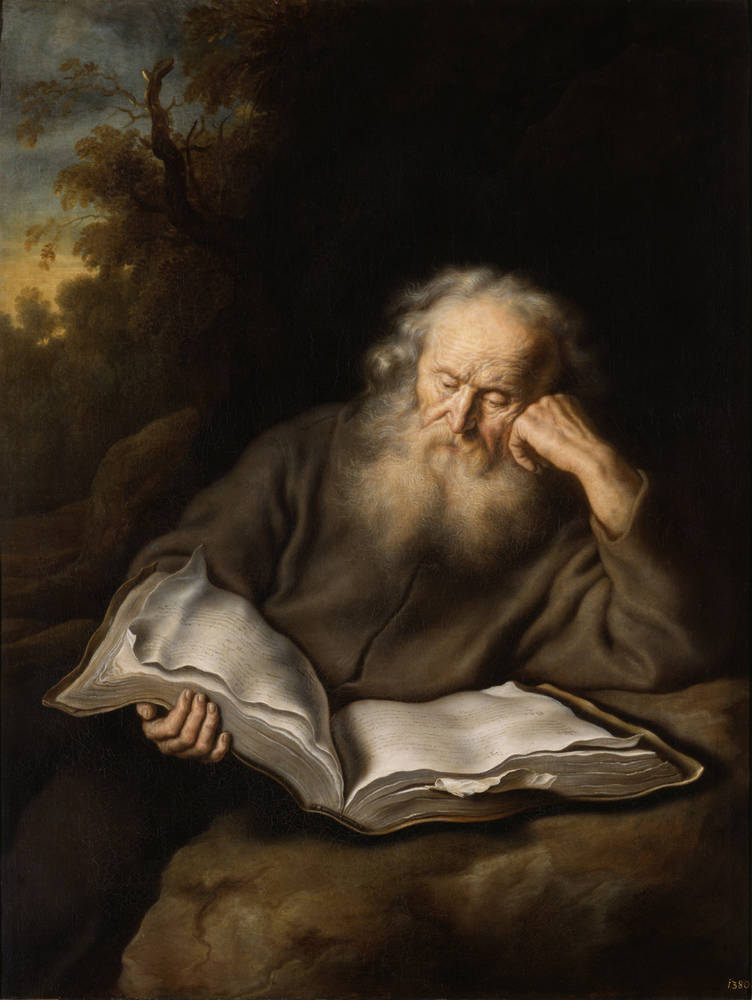
Bătrânul înțelept, Salomon Koninck, 1643.

Bătrânul înțelept (în latină senex) este un arhetip descris de psihologul Carl Gustav Jung. Bătrânul înțelept apare de asemenea ca personaj literar (Gandalf) sau personaj de film (Albus Dumbledore, Obi-Wan Kenobi etc.). Prin experiența acumulată în viață și cunoașterea sa deosebită, bătrânul înțelept se caracterizează prin înțelepciune, datorită căreia se bucură de respectul celorlalți.
Arhetipul complementar bătrânului înțelept este Puer aeternus⁠(en)[traduceți].